# Raúl Valerio
Raúl Valerio (nacido Raúl Reyes-Valerio, 1 de enero de 1925-25 de enero de 2017) fue un actor mexicano de cine, televisión y teatro.

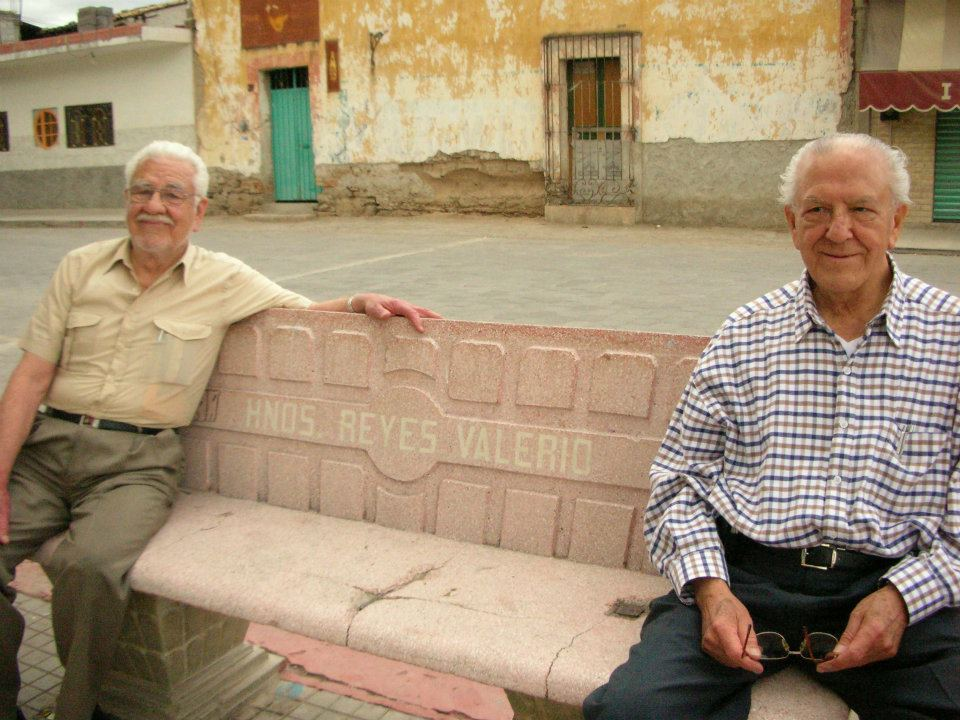
Raúl Valerio (derecha) y su hermano Constantino Reyes-Valerio

## Biografía
Valerio nació en Zinacatepec, estado de Puebla donde aprendió español y náhuatl. Asistió a la escuela primaria "Ignacio Zaragoza", donde también asistió su hermano el historiador Constantino Reyes-Valerio.
Apareció en gran número de telenovelas mexicanas como El carruaje, Senda de gloria, Imperio de cristal, Por tu amor, Clase 406, Alborada, La verdad oculta y Querida enemiga, entre otras. También participó en series como ¿Y ahora qué hago? y Mujer, casos de la vida real.
Su filmografía en largometrajes incluyó Sólo con tu pareja, El imperio de la fortuna, Te presento a Laura, La mula de Cullen Baker.
En Teatro actuó en obras como Tirano Banderas al lado de Ignacio López Tarso, Los Dos Hermanos de Felipe Santander. Su rol más famoso es como el Comendador en la obra Don Juan Tenorio donde ha trabajado con Gonzalo Vega, Javier Díaz Dueñas, Gonzalo Correa.
En 1997 escribió el guion en náhuatl para la película Santo Luzbel, dirigida por Miguel Sabido, y también actuó en ella.
Falleció el 25 de enero en la Ciudad de México y fue sepultado en San Sebastián Zinacatepec, Puebla.

## Filmografía
- El cuatrero (1969)